# Jason Orange
Pour les articles homonymes, voir Orange.
Jason Thomas Orange, né le 10 juillet 1970 à Manchester, est un chanteur britannique et membre du  groupe pop Take That.

## Jeunesse
Jason est né le 10 juillet 1970 à l’hôpital Crumpsall à Manchester en Grande-Bretagne. Jason a un frère jumeau Justin, deux frères aînés Simon et Dominic, et deux frères cadets Samuel et Oliver. Les parents de Jason se sont séparés lorsqu'il était enfant et son père s'étant remarié, Jason a également trois demi-sœurs Emma, Amy et Sarah et un demi-frère Simon.
Il fréquenta l’école Haveley Hey à Manchester, puis le lycée de South Manchester qu'il quitta à 16 ans sans qualification. Il était plus intéressé par le sport comme le football, la course et la natation. Lui et son frère jumeau s'inscrirent à un programme de stages pour les jeunes où Jason trouva un emploi de peintre/décorateur chez Direct Works.
Cependant sa passion était le break-dance. Il faisait partie d’un groupe appelé « Street Machine » qui tournait dans des clubs locaux. C’est ainsi qu’il fit sa première apparition à la TV dans l’émission The Hit Man and her. Il rencontra Howard Donald lors d’une soirée en club et fonda avec lui un autre groupe de break-dance « Street Beat ». Ils approchèrent ensemble Nigel Martin Smith qui leur présenta Gary Barlow et Mark Owen.

## Les années Take That
Jason était surtout le danseur du groupe, il n'a jamais chanté une chanson en lead, à part dans les medleys Motown et des Beatles dans les concerts. Il s’intéressait peu à la composition des chansons mais se mit cependant à la guitare.

## Après Take That
A la séparation de Take That, Jason fut le seul à ne pas s’embarquer dans des projets de carrière solo. Il part pendant un an voyager autour du monde avec un sac à dos pour se faire oublier et chercher sa voie. En 1998, il part pour New York prendre des cours de théâtre avec son ami Max Beesley (qui était le percussionniste de Take That et qui est depuis un des musiciens de Robbie ainsi qu’un acteur reconnu en Grande-Bretagne). Jason obtint par la suite un petit rôle dans la pièce Let’s all go to the Fair au Royal Court Theatre de Londres. Puis il obtint son premier rôle majeur à la TV dans le film Killer Net de Lynda LaPlante en 1999 où il joua le rôle d’un DJ trafiquant de drogue et accusé de meurtre du nom de Brent Moyer. Enfin, il retourna au théâtre dans la pièce Gob de James Kenworth au King’s Head Theatre à Londres. Il a également repris ses études au South Trafford College où il étudia l'Histoire, la Psychologie et la Biologie.

## Le retour
Jason achève en 2007 une tournée triomphale, le "Beautiful World Tour" au Royaume-Uni avec les Take That après 10 ans de séparation. Ils ont notamment joué à Milton Keynes devant 70 000 personnes en juin 2006. Le nouvel album des Take That Beautiful World sorti le 27 novembre 2006 fut numéro 1 à travers l'Europe et marque définitivement le retour du premier boysband. Jason y chante pour la première fois en solo sur la chanson Wooden Boat. Une grande tournée des plus grandes salles européennes débutera en octobre et passera par l'Irlande, la Grande-Bretagne, l'Italie, l'Espagne, l'Allemagne, la Suisse, l'Autriche et les Pays-Bas.
Cependant, il décide de quitter le groupe après la tournée de l'album Progressed qui s'acheva en 2011. La nouvelle avait fait beaucoup de bruits et suscité beaucoup de réactions auprès des fans du groupe.
Plus personne ne l'a revu, menant une vie très loin des médias et de sa vie d'artiste. Mais il a été aperçu en février 2015 puis le 14 octobre 2017 dans une ville du South Lakeland dans le comté de Cumbria, en Angleterre.